# Station Bearsden
Bearsden is een spoorwegstation in Schotland. 